# Deng Jiagui
Deng Jiagui (邓家贵; 1951) is een Chinees zakenman, en sedert 1996 de echtgenoot van Qi Qiaoqiao, de oudere zuster van de Chinese president Xi Jinping.
Volgens onderzoekers van het International Consortium of Investigative Journalists (ICIJ) maakte Deng Jiagui "een fortuin van honderden miljoenen dollars in projectontwikkeling". In de Panama Papers worden enkele van zijn offshore-maatschappijen in belastingparadijzen genoemd.
Deng Jiagui, Qi Qiaoqiao en hun dochter Zhang Yannan bezitten miljoenen dollars in luxe eigendommen in Hongkong, Shenzhen en Beijing. Qi’s (en Xi Jinping’s) vader Xi Zhongxun was een communistische revolutionair die in de vroege jaren tachtig de kustprovincie Guangdong bestuurde, en tot zijn pensioen in 1988 deel uitmaakte van de centrale regering.